# Eichbergkapelle (Pfaffenhausen)

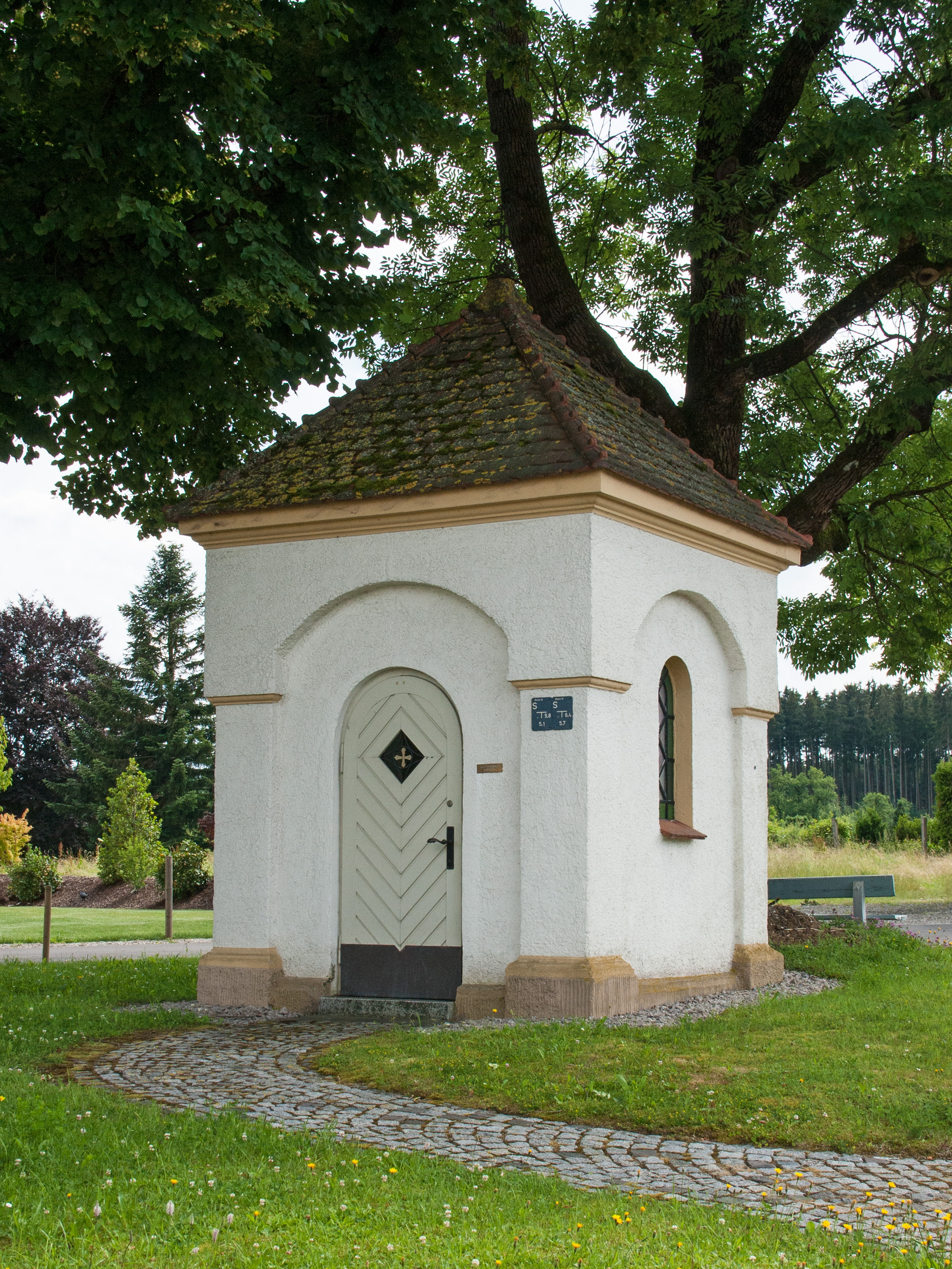
Pfaffenhausen Eichbergkapelle

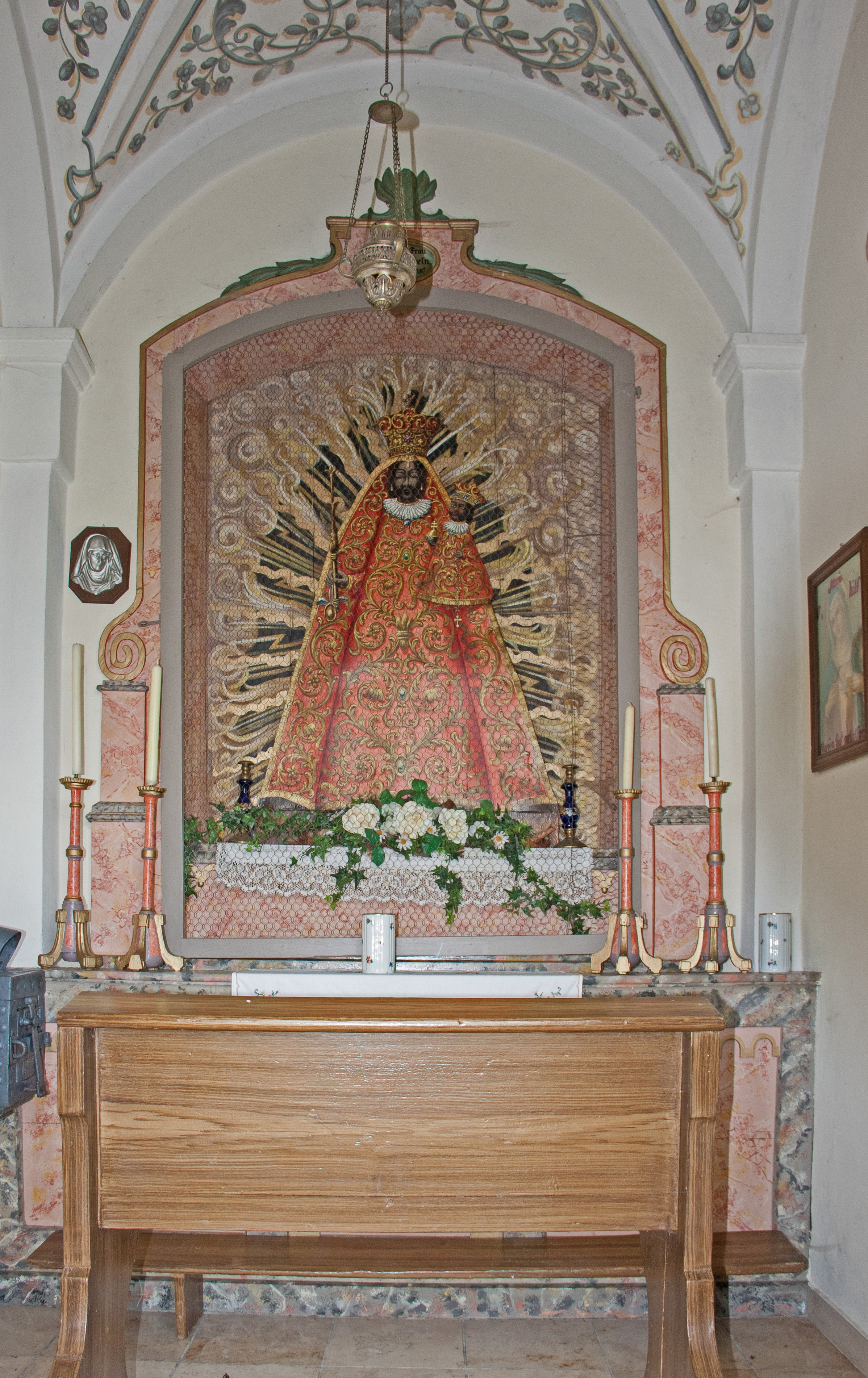
Pfaffenhausen Eichbergkapelle innen

Die Eichbergkapelle ist eine Kapelle im oberschwäbischen Pfaffenhausen im Landkreis Unterallgäu. In beziehungsweise an der Ringmauer des ehemaligen Schlosses Pfaffenhausen befand sich eine bereits 1527 erwähnte Kapelle. Diese wurde 1808 abgebrochen. Daraufhin erbaute man unweit davon auf dem Gelände des ehemaligen Schlossweihers am Fußweg zum Gemeindewald eine neue Kapelle, welche 1908 dem Eisenbahnbau weichen musste. Für das in der Kapelle verwahrte Muttergottesbild wurde die jetzige Kapelle 1910 nach einem Plan von Stephan Stark aus Pfaffenhausen auf dem Eichberg gebaut. Kreisbauassessor Wiederspick aus Augsburg nahm dabei Änderungen an den Plänen vor. Das Baugeschäft Josef Notz aus Pfaffenhausen erhielt den Auftrag zum Bau der Kapelle.
Die am südlichen Ortsrand an der Straße nach Unterrieden gelegene Kapelle mit quadratischem Grundriss und Zeltdach wird von einem Kreuzgratgewölbe überspannt. Außen befinden sich Stichbogenblenden, im Osten eine Rundbogentür. In der Westwand befindet sich eine Stichbogennische mit einer altaraufsatzähnlicher Holzumkleidung in schlicht klassizistischen Formen aus dem Jahr 1910. Eine bemalte Brettfigur der Muttergottes von Einsiedeln ist diesem Aufbau integriert.